# Esparza de Salazar
Esparza de Salazar (em castelhano) ou Espartza Zaraitzu (em basco) é um município da Espanha na província e comunidade foral (autónoma) de Navarra. Tem 26,46 km² de área e em 2021 tinha 74 habitantes (densidade: 2,8 hab./km²). Localizado no Vale de Salazar e perto do rio Salazar, que dá nome à restante toponímia.

## Demografia
| Variação demográfica do município entre 1991 e 2004 | Variação demográfica do município entre 1991 e 2004 | Variação demográfica do município entre 1991 e 2004 | Variação demográfica do município entre 1991 e 2004 |
| --------------------------------------------------- | --------------------------------------------------- | --------------------------------------------------- | --------------------------------------------------- |
| 1991                                                | 1996                                                | 2001                                                | 2004                                                |
| 136                                                 | 122                                                 | 103                                                 | 102                                                 |